# Chlotrudis Award de la meilleure distribution
Le Chlotrudis Award de la meilleure distribution (Chlotrudis Award for Best Cast) est une récompense cinématographique américaine décernée depuis 2001 par la Chlotrudis Society for Independent Film lors de la cérémonie annuelle récompensant les meilleurs films indépendants internationaux.

## Palmarès

### Années 2000
- 2001 : Les Cinq Sens (The Five Senses)
  - George Washington
  - Requiem for a Dream
  - Séquences et Conséquences (State and Main)
  - Timecode
  - Traffic
- 2002 : Sexy Beast
  - Our Song
  - Le Goût des autres
  - Together (Tillsammans)
  - À la verticale de l'été (The Vertical Ray of the Sun)
  - Yi Yi (一一)
- 2003 : (ex æquo)
  - Gosford Park
  - Italian for Beginners (Italiensk for begyndere)
    - Huit Femmes
    - Last Orders
    - Lovely and Amazing
    - Le Mariage des moussons (Monsoon Wedding)
- 2004 : The Station Agent
  - The Event
  - Godzilla, Mothra and King Ghidorah: Giant Monsters All-Out Attack (ゴジラ・モスラ・キングギドラ 大怪獣総攻撃)
  - Lawless Heart
  - Marion Bridge
  - Open Hearts (Elsker dig for evigt)
  - Take Care of My Cat (고양이를 부탁해)
- 2005 : La Trilogie (Cavale, Un couple épatant et Après la vie)
  - Coffee and Cigarettes
  - Dogville
  - Saved!
  - Sideways
  - Vera Drake
- 2006 : Moi, toi et tous les autres (Me and You and Everyone We Know)
  - Nos meilleures années (La meglio gioventù)
  - Happy Endings
  - Nobody Knows (誰も知らない)
  - Les Berkman se séparent (The Squid and the Whale)
  - Wilby Wonderful
- 2007 : Little Miss Sunshine
  - Temporada de patos
  - For Your Consideration
  - The History Boys
  - Les Poupées russes
- 2008 : Waitress
  - Exilé (放‧逐)
  - The Host (괴물)
  - Une fiancée pas comme les autres (Lars and the Real Girl)
  - Linda Linda Linda (リンダ リンダ リンダ)
  - No Country for Old Men
- 2009 : Monkey Warfare
  - La Visite de la fanfare (ביקור התזמורת)
  - De l'autre côté (Auf der anderen Seite ou Yaşamın Kıyısında)
  - Les Méduses (מדוזות)
  - Synecdoche, New York

### Années 2010
- 2010 : In the Loop
  - 35 Rhums
  - Still Walking (歩いても 歩いても)
  - L'Heure d'été
  - Le Ruban blanc (Das weiße Band)
- 2011 : Tout va bien ! The Kids Are All Right (The Kids Are All Right)
  - Animal Kingdom
  - Down Terrace
  - Rendez-vous l'été prochain (Jack Goes Boating)
  - Micmacs à tire-larigot
  - La Beauté du geste (Please Give)
- 2012 : (ex æquo)
  - Another Year
  - Une séparation (جدایی نادر از سیمین)
    - The Artist
    - Margin Call
    - Minuit à Paris (Midnight in Paris)
    - La Taupe (Tinker Tailor Soldier Spy)
- 2013 : Moonrise Kingdom
  - Happiness Therapy (Silver Linings Playbook)
  - Il était une fois en Anatolie (Bir Zamanlar Anadolu'da)
  - Killer Joe
  - Le Monde de Charlie (The Perks of Being a Wallflower)
  - Royal Affair (En kongelig affære)